# Cantó de Callac
El cantó de Callac (bretó Kanton Kallag) és una divisió administrativa francesa situat al departament de Costes del Nord a la regió de Bretanya.

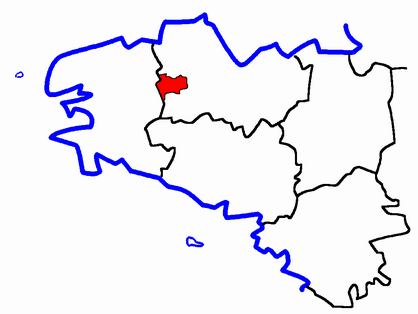
Situació del cantó

## Composició
El cantó aplega 11 comunes :
| Nom bretó          | Nom francès     | Nom gal·ló |
| Bulad-Pestivien    | Bulat-Pestivien | ---        |
| Kalanel            | Calanhel        | ---        |
| Kallag             | Callac          | ---        |
| Karnoed            | Carnoët         | ---        |
| Duaod              | Duault          | ---        |
| Lohueg             | Lohuec          | ---        |
| Mael-Pestivien     | Maël-Pestivien  | ---        |
| Plourac'h          | Plourac'h       | ---        |
| Pluskelleg         | Plusquellec     | ---        |
| Sant-Nigouden      | Saint-Nicodème  | ---        |
| Sant-Servez-Kallag | Saint-Servais   | ---        |

## Història
| Data d'elecció                           | Identitat       | Partit | Qualitat |
| ---------------------------------------- | --------------- | ------ | -------- |
| 2001-2008                                | Félix Leyzour   | PCF    |          |
| 2008-                                    | Christian Coail | PS     |          |
| les dades anteriors no són pas conegudes |                 |        |          |
|                                          |                 |        |          |